# Schedocentrus penai
Schedocentrus penai är en insektsart som beskrevs av Max Beier 1962. Schedocentrus penai ingår i släktet Schedocentrus och familjen vårtbitare. Inga underarter finns listade i Catalogue of Life.